# Oszczów (Ukraina)
Oszczów (ukr. Ощів) – wieś na Ukrainie, w obwodzie wołyńskim, w rejonie łuckim, w hromadzie Horochów. W 2001 liczyła 480 mieszkańców, spośród których 478 wskazało jako ojczysty język ukraiński, a 2 rosyjski.
W okresie międzywojennym wieś znajdowała się w granicach II RP, wchodząc w skład gminy Skobełka w powiecie horochowskim, w województwie wołyńskim.